# Rüdiger Reiche
Rüdiger Reiche (27 de marzo de 1955) es un deportista de la RDA que compitió en remo.
Participó en los Juegos Olímpicos de Montreal 1976, obteniendo una medalla de oro en la prueba de cuatro scull. Ganó ocho medallas en el Campeonato Mundial de Remo entre los años 1974 y 1985.

## Palmarés internacional
| Juegos Olímpicos   | Juegos Olímpicos          | Juegos Olímpicos  | Juegos Olímpicos |
| Año                | Lugar                     | Medalla           | Prueba           |
| ------------------ | ------------------------- | ----------------- | ---------------- |
| 1976               | Montreal (Canadá)         | Medalla de oro    | Cuatro scull     |
| Campeonato Mundial |                           |                   |                  |
| Año                | Lugar                     | Medalla           | Prueba           |
| 1974               | Lucerna (Suiza)           | Medalla de oro    | Cuatro scull     |
| 1977               | Ámsterdam (Países Bajos)  | Medalla de plata  | Doble scull      |
| 1978               | Cambridge (Nueva Zelanda) | Medalla de plata  | Scull individual |
| 1979               | Bled (Yugoslavia)         | Medalla de bronce | Scull individual |
| 1981               | Múnich (RFA)              | Medalla de plata  | Scull individual |
| 1982               | Lucerna (Suiza)           | Medalla de oro    | Scull individual |
| 1983               | Duisburgo (RFA)           | Medalla de plata  | Cuatro scull     |
| 1985               | Malinas (Bélgica)         | Medalla de plata  | Cuatro scull     |